# Cratylia argentea
Cratylia argentea, popularmente conhecida como alfava, camaratuba ou feijão-bravo, é uma espécie vegetal pertencente à família Fabaceae. É uma planta perene, ou seja, mantém parte de sua estrutura aérea todos os anos e dá fruto em estações propícias. Considera-se a Cratylia argentea como uma espécie neotropical de origem recente, cuja distribuição natural se situa ao sul da bacia do rio Amazonas e ao leste da cordilheira dos Andes, englobando partes do Brasil, Peru, Bolívia e a bacia do rio Paraná ao nordeste da Argentina. 
A taxonomia do gênero Cratylia, do qual se encontra a Cratylia argentea, se encontra em um processo de definição. São conhecidas cinco espécies diferentes: C. bahiensis, C. hypargyrea, C. intermedia, C. mollis e C.argentea. A diferença entre as espécies foi definida tomando como base as características morfológicas vegetativas e sua localização geográfica, devido ao fato de que não existem estudos recentes da reprodução e hibridização que permitam uma classificação de espécies. Em geral é uma planta arbustiva que alcança entre 1,5 a 3,0 m de altura. Suas folhas são trifoliadas e estipuladas; os folíolos são membranosos ou coriáceos com os das laterais ligeiramente assimétricos; a inflorescência é um pseudorácimo noduloso com seis a nove flores por nódulo; as flores variam entre 1.5 e 3 cm com pétalas de cor violeta e o fruto em um legume que contém de 4 a 8 sementes em forma lenticular, circular ou elíptica.

## Potencial forrageiro
A Cratylia argentea vem sendo utilizada para alimentação de ruminantes de produção consorciada com gramíneas (podada para ficar com porte baixo no caso de animais de pequeno porte como ovelhas) ou como banco de proteína, principalmente em regiões tropicais, onde estão sendo utilizadas como uma opção para amenizar o problema da falta de pastagens de qualidade na época de seca, por conta da sua alta tolerância a seca se mantendo verde durante todo o período e a sua extrema adaptação em solos ácidos comuns no cerrado. Sua capacidade de rebrota na seca também é muito apreciada.
A planta não produz substâncias tóxicas em suas folhagens, o que acontece entre certas leguminosas, como é o caso da leucena por exemplo. Além disto, se os ruminantes se alimentarem com até 100% da sua alimentação composta de Cratylia argentea não desenvolvem problemas intestinais como é o caso de leguminosas como o estilosantes campo grande que só podem ser consumidas com segurança até um certo percentual.
A camaratuba favorece a existência de agentes de controle biológico que ajudam na predação de insetos que são consideradas pragas nas lavouras. Além do que, por ser uma planta natural do Brasil, ajuda na dispersão de espécies naturais em vez de espécie estrangeiras nos sistemas produtivos de gado no país.
Aliada a estas vantagens, a leguminosa possui uma grande capacidade de fixação de nitrogênio ao solo com raízes bastante profundas chegando a 300 quilos de nitrogênio por hectare, sendo excelente para adubação verde ajudando na recuperação de pastagens degradadas. A composição química de forragem é muito maior que muitas gramíneas na época de seca - com valores variando entre 18 a 30% de proteína em matéria seca - valores estes entre os maiores para leguminosas adaptadas a solos ácidos.

## Melhoramentos genéticos
A Cratylia argentea vem sendo estudada pela EMBRAPA e pela AGRAER passando por melhoramentos genéticos para a tornar uma planta comercialmente viável e competitiva com outros tipos de leguminosas.